# The Under-Sheriff
The Under-Sheriff é um filme mudo de comédia curta norte-americano de 1914, dirigido por George Nichols e estrelado por Fatty Arbuckle.

## Elenco
- Fatty Arbuckle
- Chester Conklin
- Alice Davenport
- Minta Durfee
- George Nichols